# Kerala (geslacht)
Kerala is een geslacht van vlinders van de familie visstaartjes (Nolidae), uit de onderfamilie Chloephorinae.

## Soorten
- K. decipiens Butler, 1879
- K. dorsoviridis Hampson, 1897
- K. grisea Hampson, 1912
- K. houlberti Oberthür, 1921
- K. lentiginosa Wileman, 1914
- K. multipunctata Moore, 1882
- K. punctilineata Moore, 1881